# Robert Pinget
Robert Pinget (* 19. Juli 1919 in Genf, Schweiz; † 25. August 1997 in Tours, Frankreich) war ein Schweizer Schriftsteller und radikaler Vertreter des Nouveau roman der französischen Literatur. Er war ein Freund und Übersetzer von Samuel Beckett.

## Leben
Nach einem Studium der Rechtswissenschaften, das er trotz seiner Leidenschaft für Poesie, Musik und Malerei absolvierte, zog Pinget nach England, wo er zuerst als Französischlehrer, dann als Rechtsanwalt arbeitete. 1946 übersiedelte er nach Paris, um Malerei zu studieren. 1951 wurde er freier Schriftsteller, begann durch die Welt zu reisen und veröffentlichte einen Band mit Erzählungen. Seine ersten Werke waren phantastische, teilweise ironische und satirische Novellen und Romane. Später lebte er von seinen Arbeiten für das Theater und verschiedene Radiosender, schließlich auch für das Fernsehen und den Film.
In Deutschland wurde Robert Pinget hauptsächlich durch seine Hörspiele bekannt. Seine Rezeption fand außerhalb Frankreichs am nachhaltigsten in England und Kanada statt.
Pinget starb im August 1997 im Alter von 78 Jahren in Tours.

## Werke

### Romane (Auswahl)
- 1956 Graal filibuste. (Gral Freibeuter)
- 1962 L’Inquisitoire. (Inquisitorium)
- 1965 Quelqu'un. (Augenblicke der Wahrheit)
- 1969 Passacaille. Übers. Gerda Scheffel: Passacaglia, Suhrkamp, Frankfurt 1991
- 1975 Cette voix
- 1980 L’apocryphe. Übers. Gerda Scheffel: Apokryph. Suhrkamp, Frankfurt 1982
- 1982 Monsieur Songe. Übers. Gerda Scheffel: Monsieur Traum: eine Zerstreuung, Verlag Klaus Wagenbach, Berlin 1986
- 1984 Le Harnais. Übers. Gerda Scheffel
- 1985 Charrue. Übers. Gerda Scheffel
- 1987 Théo ou le temps neuf. Übers. Gerda Scheffel: Theo oder die neue Zeit, Wagenbach, Berlin 1992
- 1989  L’Ennemi. Deutsch: Der Feind. Wagenbach, Berlin 1989[2]
- 1990 Du Nerf. Übers. Gerda Scheffel
  - 1991 Kurzschrift aus Monsieur Traums Notizheften. Wagenbach, Berlin 1991[3]
- 1997 Taches d’encre. Übers. Gerda Scheffel: Tintenklekse: Monsieur Traums letztes Notizheft. Wagenbach, Berlin 1997

### Theaterstücke
- Lettre morte (dt.: Unzustellbar), 1959
- Clope au dossier, Paris, Ed. de Minuit, 1961
- Ici ou ailleurs, Paris, Ed. de Minuit, 1961 – dt.: Hier oder anderswo. S. Fischer-Verlag, 1961
- Architruc, Paris, Ed. de Minuit, 1961
- L’Hypothèse, Paris, Ed. de Minuit, 1961
- Identité, Paris, Ed. de Minuit, 1971
- Abel et Bela, Ed. de Minuit, 1971 (Acte Sud, coll. „Répliques“, 1992) (tr. Abel and Bela, 1987)
- Paralchimie, Paris, Ed. de Minuit, 1973
- Nuit, Paris, Ed. de Minuit, 1973
- Un Testament bizarre, Paris, Ed. de Minuit, 1986 (tr. A Bizarre Will, 1989)

### Erzählung
- Die Gurken und die Kürbisse. In: Pierre Bertaux (Hrsg.): Frankreich erzählt. Neue Folge. Fischer, Frankfurt 1972, ISBN 9783436015534.